# Soufiane el-Bakkali
Soufiane el-Bakkali (in arabo سفيان البقالي‎?; Fès, 7 gennaio 1996) è un siepista marocchino, campione olimpico a Tokyo 2020 e a Parigi 2024.
In carriera ha vinto anche due medaglie d'oro ai mondiali (Oregon 2022 e Budapest 2023), una d'argento (Londra 2017) e una di bronzo (Doha 2019).

## Biografia
Dopo aver ottenuto un quarto posto ai mondiali juniores di Eugene 2014, compie il suo debutto a livello seniores ai campionati africani di Marrakech 2014, dove si piazza decimo nei 3000 metri siepi.
Nel corso del meeting di Herculis si guadagna l'accesso ai Giochi olimpici di Rio de Janeiro 2016, facendo registrare un tempo di 8'14"41. Vola quindi in Brasile per partecipare alla sua prima rassegna a cinque stelle: qui ha l'occasione di migliorare il suo primato personale e di piazzarsi quarto a 8'14"35, dietro al podio composto da Conseslus Kipruto (8'03"28), Evan Jager (8'04"28) e Mahiedine Mekhissi-Benabbad (8'11"52).
Il 6 agosto 2017, ai mondiali di Londra 2017, ottiene la qualificazione alla finale 3000 metri siepi fermando il cronometro a 8'22"60. Due giorni dopo, alla finalissima, il marocchino si ritrova in testa alla gara sino agli ultimi 100 metri, quando viene superato in allungo da Conseslus Kipruto che infine si laurea campione. Si deve così accontentare della medaglia d'argento in 8'14"49, davanti all'americano Evan Jager (8'15"53).
Dopo aver vinto una medaglia di bronzo nei 3000 metri siepi ai mondiali di Doha 2019 tra il 2021 ed il 2024 conquista, nella medesima specialità, due ori olimpici (a Tokyo 2020 e Parigi 2024) e due titoli mondiali (Oregon 2022 e Budapest 2023).

## Progressione

### 1500 metri piani
| Stagione | Tempo   | Luogo              | Data      | Rank. Mond. |
| -------- | ------- | ------------------ | --------- | ----------- |
| 2016     | 3'46"57 | Casablanca         | 7-5-2016  |             |
| 2015     | 3'45"36 | Bruay-la-Buissière | 1-7-2015  |             |
| 2013     | 3'53"34 | Tifelt             | 26-5-2013 |             |

### 3000 metri piani
| Stagione | Tempo   | Luogo      | Data      | Rank. Mond. |
| -------- | ------- | ---------- | --------- | ----------- |
| 2016     | 7'49"68 | Montgeron  | 15-5-2016 |             |
| 2015     | 7'49"88 | Sotteville | 6-7-2015  |             |
| 2013     | 8'25"17 | Fès        | 16-6-2013 |             |
| 2012     | 8'26"61 | Casablanca | 10-6-2012 |             |

### 3000 metri siepi
| Stagione | Tempo   | Luogo          | Data      | Rank. Mond. |
| -------- | ------- | -------------- | --------- | ----------- |
| 2019     | 8'03"76 | Doha           | 4-10-2019 |             |
| 2018     | 7'58"15 | Monaco         | 20-7-2018 |             |
| 2017     | 8'04"83 | Bruxelles      | 1-9-2017  |             |
| 2016     | 8'14"35 | Rio de Janeiro | 17-8-2016 |             |
| 2015     | 8'27"79 | Amiens         | 27-6-2015 |             |
| 2014     | 8'32"66 | Fès            | 24-5-2014 |             |
| 2013     | 8'52"00 | Casablanca     | 6-7-2013  |             |

## Palmarès
| Anno | Manifestazione          | Sede           | Evento          | Risultato | Prestazione | Note                                     |
| ---- | ----------------------- | -------------- | --------------- | --------- | ----------- | ---------------------------------------- |
| 2014 | Mondiali U20            | Eugene         | 3000 m siepi    | 4º        | 8'34"98     |                                          |
| 2014 | Campionati africani     | Marrakech      | 3000 m siepi    | 10º       | 8'59"66     |                                          |
| 2015 | Mondiali di cross       | Guiyang        | Corsa U20       | 18º       | 24'46"      |                                          |
| 2015 | Mondiali di cross       | Guiyang        | A squadre       | 7º        | 139 p.      |                                          |
| 2016 | Giochi olimpici         | Rio de Janeiro | 3000 m siepi    | 4º        | 8'14"35     | Miglior prestazione personale            |
| 2017 | Mondiali                | Londra         | 3000 m siepi    | Argento   | 8'14"49     |                                          |
| 2018 | Giochi del Mediterraneo | Tarragona      | 3000 m siepi    | Oro       | 8'20"97     |                                          |
| 2018 | Campionati africani     | Asaba          | 3000 m siepi    | Argento   | 8'28"81     |                                          |
| 2019 | Mondiali di cross       | Aarhus         | Staffetta mista | Argento   | 26'22"      |                                          |
| 2019 | Giochi panafricani      | Rabat          | 3000 m siepi    | Bronzo    | 8'19"45     |                                          |
| 2019 | Mondiali                | Doha           | 3000 m siepi    | Bronzo    | 8'03"76     | Miglior prestazione personale stagionale |
| 2021 | Giochi olimpici         | Tokyo          | 1500 m piani    | Batteria  | dnf         |                                          |
| 2021 | Giochi olimpici         | Tokyo          | 3000 m siepi    | Oro       | 8'08"90     |                                          |
| 2022 | Mondiali                | Eugene         | 3000 m siepi    | Oro       | 8'25"13     |                                          |
| 2023 | Mondiali                | Budapest       | 3000 m siepi    | Oro       | 8'03"53     |                                          |
| 2024 | Giochi olimpici         | Parigi         | 3000 m siepi    | Oro       | 8'06"05     | Miglior prestazione personale stagionale |

## Altre competizioni internazionali
2019
- Oro al Meeting de Paris ( Parigi), 3000 m siepi - 8'06"64

2020
- Oro all'Herculis ( Monaco), 3000 m siepi - 8'08"04

2021
- Oro al Golden Gala ( Roma), 3000 m siepi - 8'08"54

2022
- Oro al Meeting international Mohammed VI d'athlétisme de Rabat ( Rabat), 3000 m siepi - 7'58"28
- Oro all'Athletissima ( Losanna), 3000 m siepi - 8'02"45
- Vincitore della Diamond League nella specialità dei 3000 m siepi

2023
- Oro al Meeting international Mohammed VI d'athlétisme de Rabat ( Rabat), 3000 m siepi - 7'56"68
- Oro al Bauhaus-Galan ( Stoccolma), 3000 m siepi - 8'09"84
- Oro al Kamila Skolimowska Memorial ( Chorzów), 3000 m siepi - 8'03"16
- Oro alla Xiamen Diamond League ( Xiamen), 3000 m siepi - 8'10"31

2024
- Bronzo al Cross Internacional Juan Muguerza ( Elgoibar) - 30'41"
- Oro al Meeting international Mohammed VI d'athlétisme de Rabat ( Marrakech), 3000 m siepi - 8'09"40
- Oro al Kamila Skolimowska Memorial ( Chorzów), 3000 m siepi - 8'04"29
- Argento al Memorial Van Damme ( Bruxelles), 3000 m siepi - 8'08"60

2025
- Oro al Meeting international Mohammed VI d'athlétisme de Rabat ( Rabat), 3000 m piani - 8'00"70
- Argento alla Xiamen Diamond League ( Xiamen), 3000 m siepi - 8'06"66
- 6º al Meeting de Paris ( Parigi), 5000 m piani - 12'55"49
- Oro all'Herculis ( Monaco), 3000 m siepi - 8'03"18